# 环带兔唇螺
环带兔唇螺（学名：Lagocheilus hungerfordianus）为环口螺科兔唇螺属的动物，是中国的特有物种。分布于台湾岛以及中国大陆的广东、海南等地，生活环境为陆地，一般生活于山区林带腐木落叶石块下和草丛中阴暗潮湿的地方。